# پرایمو واتر

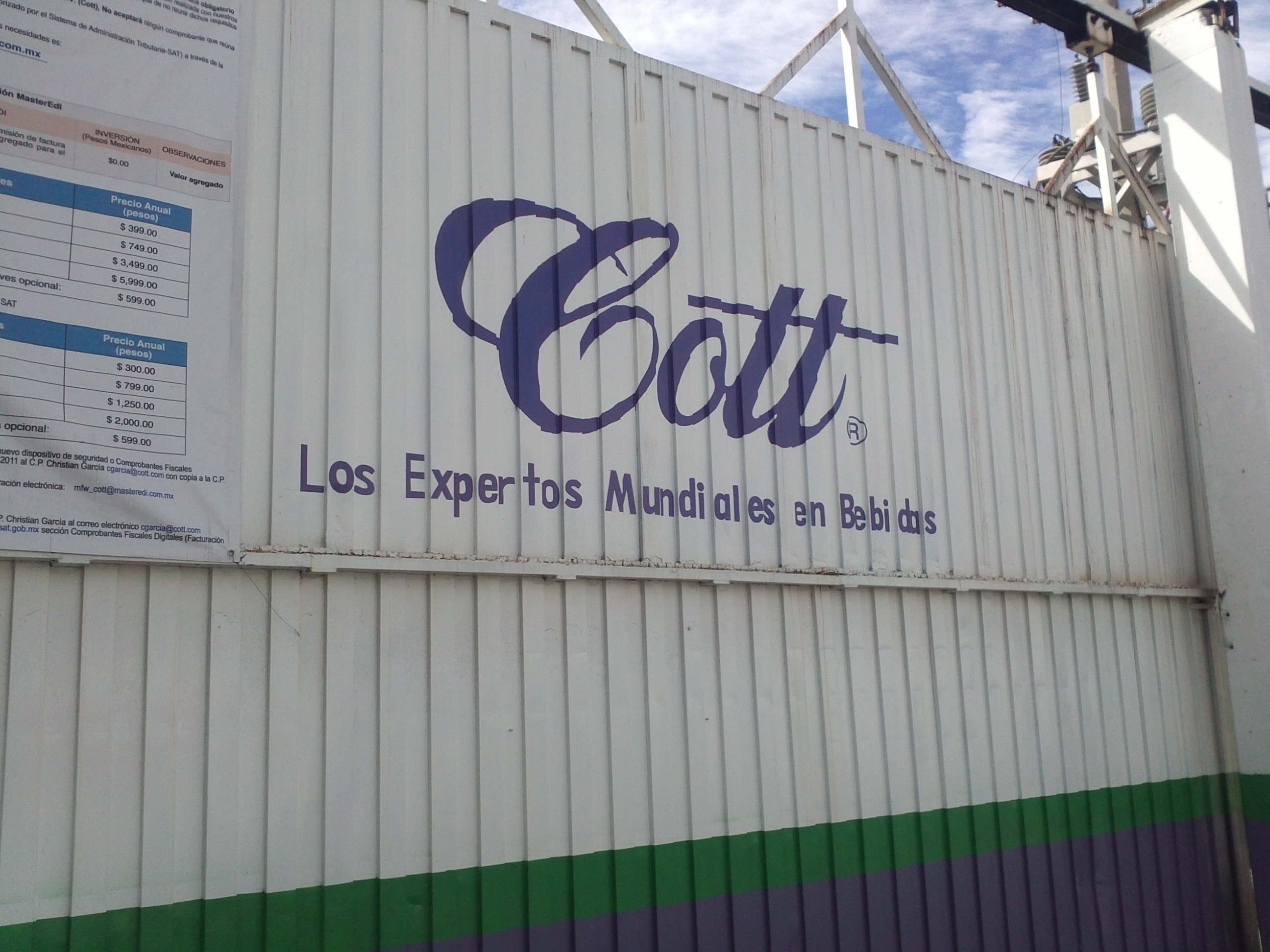
شرکت پرایمو واتر در سن پابلو

پرایمو واتر (انگلیسی: Primo Water) شرکت خدمات حرفه‌ای آمریکایی است، که در سال ۱۹۵۲ تأسیس شد.